# 费尔南德斯-托里纽
费尔南德斯－托里纽是巴西米纳斯吉拉斯州的一个市镇。总面积152.502平方公里，总人口2612人，人口密度17.1人/平方公里。